# Friedrich Bernhard Vermehren

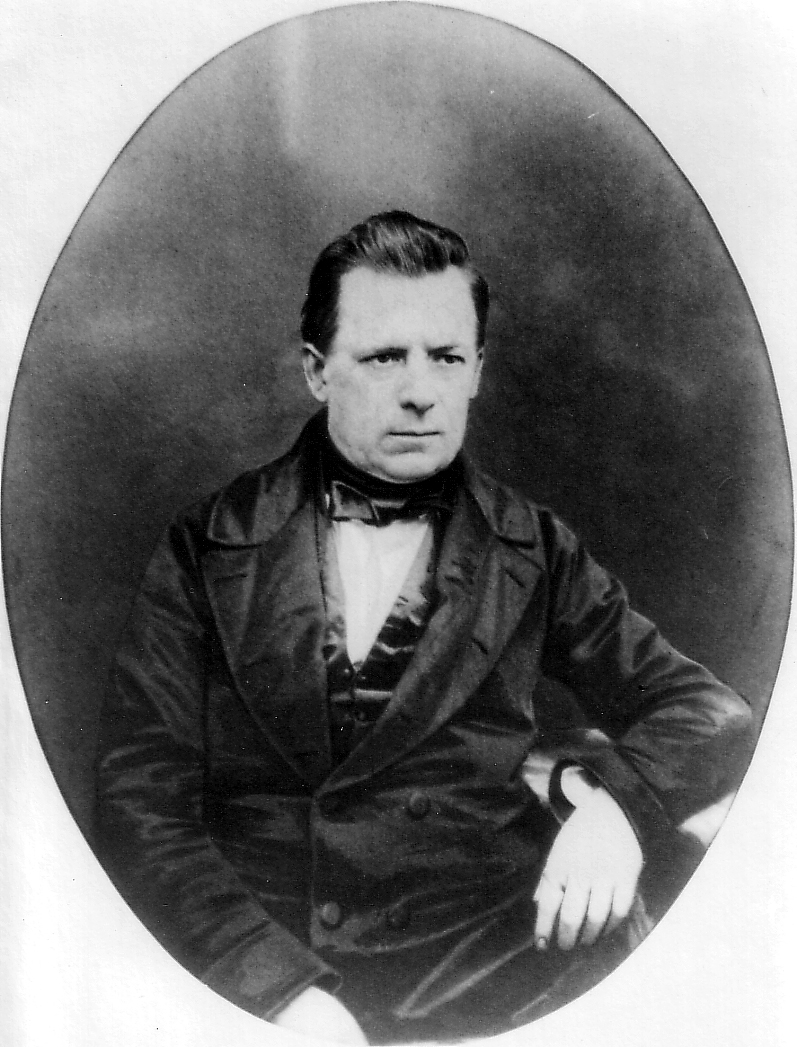
Friedrich Bernhard Vermehren

Friedrich Bernhard Vermehren (* 21. Januar 1802 in Jena; † 31. Juli 1871 in Ruhla) war ein deutscher Jurist und Ober-Appellations-Gerichtsrat in Jena.

## Leben
Friedrich Bernhard Vermehren war der Sohn von Johann Bernhard Vermehren und seiner Frau Henriette (Elisabetha Henrietta Johanna), geb. von Eckardt (* um 1765 in Coburg; † 5. Dezember 1842 in Jena), einer Tochter des Jura-Professors Johann Ludwig von Eckardt. Schon im zweiten Lebensjahr verlor er seinen Vater. Seine Mutter heiratete darauf den Mathematiker Johann Heinrich Voigt. Er besuchte das Wilhelm-Ernst-Gymnasium Weimar und studierte Rechtswissenschaften an den Universitäten Jena und Göttingen. In Jena wurde er 1825 zum Dr. jur. promoviert und habilitierte sich 1828. 1829 trat er jedoch als Assessor am Oberlandesgericht für Sachsen-Meiningen in Hildburghausen in den richterlichen Dienst.
Von 1844 bis zu seinem Tod wirkte er als Richter am Thüringischen Oberappellationsgericht in Jena, der gemeinschaftlichen höchsten Instanz aller Ernestinischen Herzogtümer. Er starb auf einer Reise in Ruhla und wurde in Hildburghausen beigesetzt.
Seit 1828 war er verheiratet mit Constanze, geb. Schuderoff. Das Paar hatte acht Kinder: Bernhard Ferdinand Moritz, Ludwig, Rudolf (* 1832, Versicherungsbeamter in Lübeck), Therese, Conrad, Hedwig, Louise und Marie Charlotte.

## Auszeichnung
- Herzoglich Sachsen-Ernestinischer Hausorden[1]

## Werke
- D. Augustus Sigismundus Kori Ordinis Iureconsultorum H. T. Decanus Solemnia Inauguralia Iuris Utriusque Candidati Friderici Bernhardi Vermehren ... A. D. XXV. Mens. Iunii MDCCCXXV. Publice Habenda Indicit. Quaestio Praemittitur: utrum restitutio in integrum, quam partes litigantes contra fatalia ab ipsis ipsarumve advocatis praetermissa petunt, concedi possit, etsi utilitas actus neglecti in litem redundatura non sit demonstrata? Adiunctis nonullarum terrarum iuris Saxonici de hac quaestione recentioribus legibus. Jena 1825 (mit Lebenslauf), Digitalisat
- Dissertatio iuris feudalis de discrimine inter ius revocandi et ius retrahendi feudum ex principiis iuris Longobardici feudalis inter utrumque obtinente. Bran, Ienae 1825, Digitalisat
- Erinnerungen an’s Lehnrecht. Cröker, Jena 1827
- Das Kirchenrecht der deutschen Protestanten und Katholiken: ein Grundriß zu Vorlesungen. Mauke, Jena 1828, Digitalisat
- Ueber den gegenwärtigen Zustand des Lehnswesens in den zu dem Gesammt-Ober-Appellationsgericht zu Jena vereinigten Staaten : Mit einem Anhange, enthaltend einen nach Fuldaischem Lehnrecht entschiedenen Lehnsfolgestreit Beteiligte Personen und Organisationen. Frommann, Jena 1862, Digitalisat